# Wang Zhihuan
Wang Zhihuan (chinois traditionnel : 王之渙 ; chinois simplifié : 王之涣 ; pinyin : Wáng Zhīhuàn) est un poète chinois né en 688 mort en 742 sous la dynastie Tang  (618-907).
Deux de ses poèmes sont connus grâce à l'anthologie Trois cents poèmes des Tang :
- Au-delà de la frontière. (出塞),
- Monter sur la tour des cigognes (登鸛雀樓, pinyin : Dēng Guànquè lóu), le plus célèbre, quatrain en vers de cinq syllabes.

Une anecdote sur ce dernier poème est resté célèbre : Wáng Zhīhuàn festoyait avec deux amis Gao Shi et Wang Changling dans une gargote, lorsqu'ils décidèrent de rivaliser pour savoir quels seraient parmi leurs poèmes ceux qui seraient présentés par les chanteuses de l'établissement. Les premiers chants furent des poèmes de Gao Shi et de Wang Changling, provoquant les moqueries sur le peu de succès de Wáng Zhīhuàn. Mais ce dernier remporta leur concours lorsque la dernière et plus belle des filles chanta son quatrain de la tour des cigognes. 